# 18751 Yualexandrov
18751 Yualexandrov este un asteroid din centura principală de asteroizi.

## Descriere
18751 Yualexandrov este un asteroid din centura principală de asteroizi. A fost descoperit pe 15 aprilie 1999 la Stația Anderson Mesa în cadrul programului LONEOS. Asteroidul prezintă o orbită caracterizată de o semiaxă mare de 2,23 ua, o excentricitate de 0,25 și o înclinație de 4,6° în raport cu ecliptica.